# Crkva i samostan sv. Nikole u Trogiru
Crkva i samostan sv. Nikole u Trogiru, Gradska ulica br. 1, čine čine cjelinu koja je zaštićeno kulturno dobro

## Opis dobra
Crkva i samostan sv. Nikole u Trogiru utemeljeni su 1064.g. Kasnije su prošireni na više romaničko-gotičkih kuća, romaničku kulu sv. Nikole i gotičku kulu Vitturi. Današnja crkva je iz 15.st., a pod njenim pločnikom utvrđena je ranosrednjovjekovna crkvica Sv. Dujma. Novija crkva je jednobrodna, pravokutnog tlocrta s pravokutnom apsidom. Nad sakristijom je zvonik pripisan radionici Tripuna Bokanića koja je djelovala u Trogiru krajem 16. i poč. 17.st. Na sredini glavnog pročelja je renesansni prozor, a ispod je reljef Nikole Firentinca. Unutrašnjost crkve ukrašena je u 18.st. štukaturama Giuseppe Montiventija, te baroknim mramornim oltarima Nikole Grassija. U prizemlju je samostanska zbirka.

## Zaštita
Pod oznakom Z-3490 zavedeni su kao nepokretno kulturno dobro - pojedinačno, pravna statusa zaštićena kulturnog dobra, klasificirano kao "sakralno-profana graditeljska baština".